# Джон Пембертон
Джон Пембертон (англ. John Stith Pemberton; 8 липня 1831 — 16 серпня 1888) — американський фармацевт, винахідник Кока-коли.
29 березня 1886 Пембертон створив в Атланті новий лікувальний напій, який нині відомий під назвою «Coca-Cola».

## Біографія
Народився в Ноксвіллі, штат Джорджія, але незабаром сім'я переїхала, тому дитинство й молоді роки Джон провів в Коламбусі, де закінчив фармацевтичний університет. У роки Громадянської війни в США Пембертон служив в лавах армії Конфедерації. У квітні 1865 року він отримав поранення в ході битви при Коламбусі, і згодом, як і багато хто з ветеранів війни, пристрастився до морфію. У пошуках ліків проти цієї залежності він почав експериментувати з кокою і винами на її основі, в кінцевому підсумку створивши власну версію напою «Вино Маріані», що містить горіх коли та Даміан, яку назвав «Pemberton's French Wine Coca».
У наступному, 1885 році у низці округів штату Джорджія був введений «сухий закон». Пембертону довелося змінити формулу напою, виключивши алкогольну основу і замінивши її сиропом з паленого цукру з газуванням. Для нової версії бухгалтер Пембертона Френк Мейсон Робінсон придумав назву «Кока-Кола» (англ. «Coca-Cola»), що поєднувало в собі відсилання до двох основних складових напою. Робінсон, який також володів каліграфією, написав слова «Coca-Cola» красивими фігурними літерами, а саме шрифтом Спенсеріан. Оригінальна формула містила 8,46 мг кокаїну, проте ефект значно збільшувався наявністю кофеїну з горіха коли.
«Кока-Кола» спочатку рекламувалася як ліки для лікування залежності від морфію і опію для ветеранів війни, а надалі рекомендувалася від депресії, неврастенії, а також при захворюваннях шлунка, кишечника і нирок серед дам.
У 1888 році Пембертон продав права на випуск напою бізнесменові Асі Гріггс Кендлеру, який у 1893 році зареєстрував компанію «The Coca-Cola Company».
Джон Пембертон помер 16 серпня 1888 року в Атланті у віці 57 років через рак шлунку.